# アフリスキー
アフリスキー（Afri-Ski）は、南部アフリカのレソトにあるスキー場。2004年に開業した。レソト唯一のスキー場であり、南部アフリカ全体でもスキー場はアフリスキーと南アフリカ共和国の東ケープ州にあるティフィンデル・スキーリゾートの2つしか存在しない。レソト北端、ブータ・ブーテ県に位置し、南アフリカ共和国との国境近くに位置する。南アフリカの首都プレトリアや大都市ヨハネスブルグから南へ車で4時間半かかり、途中でモテング峠やマハラセラ峠を越える必要がある。マロチ山脈（ドラケンスバーグ山脈）の中にあり、標高3322mの高地に位置するため、利用客に高山病の症状が出ることがある。このスキー場では250人が滑ることができ、コースはおよそ1kmの初心者向けの緩やかなスロープ1本である。アフリスキーがスキー場として営業するのは南半球の冬に当たる6月から8月であり、10月から4月にかけては山岳スポーツの競技場となる。